# Pastebin
Un pastebin, anche conosciuto come nopaste, è un'applicazione web che permette agli utenti di inviare frammenti di testo (in gergo paste, dall'inglese incollare), di solito codice sorgente, per la visualizzazione pubblica. È molto popolare nei canali IRC.
In internet sono presenti molti servizi pastebin, che forniscono caratteristiche diverse e su misura per ogni tipo di necessità.

## Caratteristiche
Molti dei pastebin presenti sul web permettono, oltre l'inserimento di semplici file di testo, anche l'evidenziazione automatica della sintassi secondo uno specifico linguaggio di programmazione. Inoltre, vengono aggiunti anche i numeri di riga per un rapido riferimento ad una determinato punto del file e, a volte, anche la possibilità di commentare i cosiddetti paste.

## Abusi e spam
Data la natura aperta e libera dei pastebin e la caratteristica di essere pubblicamente consultabile, si sono verificati svariati casi in cui moduli derivanti da phishing venivano inviati direttamente a dei pastebin presenti sulla rete. È anche considerata un'usanza comune di abuso dei pastebin l'elencazione anonima di dati personali quali password di sistema, server privati, o informazioni di accesso ad account. Lo spam è un altro grande problema che coinvolge i pastebin: i bot addetti a questa attività, infatti, non possono comprendere che la maggior parte dei pastebin impedisce ai motori di ricerca di indicizzare le proprie pagine, dunque eseguono il loro lavoro inviando decine di richieste indesiderate. Per prevenire tale comportamento, alcuni pastebin hanno implementato un proprio CAPTCHA, che però ne conferisce un'accessibilità minore.